# Flüchtlingscamp von Souda
Das Flüchtlingscamp von Souda (griechisch Καταυλισμός Σούδας Kataflismos Soudas) auf der griechischen Ägäisinsel Chios bildete sich 2015 als eine von zwei Flüchtlingssiedlungen der Insel, die im Lauf des Jahres 2016 mit einer Schule und anderen infrastrukturellen Anlagen de facto zu einem großen Dorf wurde. Das Camp Souda befindet sich in Gehdistanz vom zentralen Platz des Hauptortes Chios.
Das Camp, das im April 2017 aus einer Zeltstadt mit rund 800 Einwohnern bestand, die aufgrund der rechtlichen Lage im Zusammenhang mit dem Schengener Abkommen das Camp nicht mehr verlassen können. Aufgrund der völkerrechtlichen Situation der Flüchtlingssiedlung erschien das Camp Souda weltweit in den Medien.
Im Kontext der sich verschlechternden Bedingungen, was Unterbringung, medizinische Betreuung, Hygiene und Garantierung fundamentaler Menschenrechte seitens Griechenland und der EU betrifft, setzen sich NGO für die Aufrechterhaltung menschenwürdiger Lebensbedingungen im Camp ein. Dazu gehört die Versorgung mit Nahrung, die Grundbildung für Kinder und die Abwehr von Gewalt von Seiten radikaler griechischer Gruppierungen. Rechtsradikale Gruppierungen griffen das Camp unter anderem im November 2016 mit Steinen und Molotowcocktails an. Humanitäre Dienstleistungen im Camp werden derzeit vom Norwegian Refugee Council erbracht.